# Benkő Lajos
Benkő Lajos Károly hadnagy (Veszprém, 1920. augusztus 21. – Veszprém, 1975. július 20.) magyar vadászpilóta, a 101. „Puma“ vadászrepülő ezred pilótája.

## A kezdetek
Benkő Lajos régi veszprémi polgárcsaládban született. Apja, Benkő János (1884–?), városi pénztári ellenőr, anyja, a régi római katolikus nemesi származású udvardi és básthi Udvardy Katalin Julianna Irén (1894–1960) asszony volt. Anyai nagyszülei udvardi és básthi Udvardy Lajos (1845–1909), veszprémi városi hivatalnok és Emmerling Anna (1856–1915) volt. Anyai nagyapjának az elsőfokú unokatestvére udvardi és básthi Udvardy Ignác (1848–1920) zalaegerszegi felső kereskedelmi iskolaigazgató, lapkiadó, Zala vármegye bizottsági tag, a "Zalamegyei Gazdasági Egyesület" tagja; anyai dédapjának a fivére, udvardi és básthi Udvardy Ignác (1810-1874) veszprémi kanonok volt. Anyai dédszülei Emmerling Károly (1825–1904), a pesti Váci utcai "Nádor szálló" tulajdonosa, és Seuer Anna voltak.
A kassai repülőakadémia elvégzése után Benkő Lajos 1943. augusztus 20-án avatták hadnaggyá. Első harci bevetésére 1944. április 12-én került sor, majd a 101. Puma vadászrepülő osztály (később ezred) megalakulásakor, május 1-jével szülővárosába helyezték. Bajtársai között beceneve „Zebi” volt.

## A „Pumák“ között
Benkő hadnagy 44 harci bevetést repült, ebből 27 alkalommal amerikai, 17 alkalommal szovjet kötelékek, utóbbi esetben részben földi csapatok ellen. Első légi győzelmét 6. harci bevetésén, május 24-én aratta. Összesen három igazolt, egy nem igazolt, valamint egy, egyénileg nyilvántartott légi győzelmet aratott, mindet amerikai repülőgépek ellen. Július 7-én Veszprém fölött tűzharcba keveredett egy B-24 Liberator nehézbombázóval. A párharc különlegessége, hogy alacsony magasságban történt a bombázó kilövése, aminek a városból sokan szemtanúi voltak. A Felsőörs területén lezuhant gép darabjai ma a veszprémi Laczkó Dezső Múzeum gyűjteményében találhatók. 1944. július 1-jén kapta meg a Délvidéki Emlékérmet követő második kitüntetését, a Tűzkereszt I. fokozatát kardokkal és koszorúval. November 1-jével 3 Liberator nehézbombázó lelövéséért megkapta a Kormányzói dicsérő elismerés Magyar Koronás Bronz Érdemérmét hadiszalagon a kardokkal.

## Repülőgépe
Benkő hadnagy a „Puma“ ezredben rendszeresített Messerschmitt Bf 109 G-4, G-6, G-14 és G-10 alváltozataival indult a bevetésekre. Ilyen vadászgéppel repült át bravúrosan a Séd völgyén átívelő Szent István völgyhíd alatt is.

## A II. világháború után és szerepe az 1956-os forradalomban
Benkő Lajos szülővárosában telepedett le, 1950-től a Magyar Ásványolaj- és Földgáz Kísérleti Intézetnél (MÁFKI) dolgozott élete végéig. Itt 1956-ban beválasztották a munkástanácsba, majd a fegyveres őrség parancsnoka lett. A forradalom leverése után emiatt kétszer is letartóztatták, és rövid időre Kistarcsára internálták. 1958. március 31-ével megfosztották hadnagyi rendfokozatától.
1975. július 20-án rákbetegségben hunyt el, sírja a veszprémi Alsóvárosi temetőben található. Emlékét 2 gyermeke és 5 unokája őrzi.

## Külső hivatkozások
- A 101. Puma Virtuális Vadászosztály honlapja